# Казал деле Палме (Латина)
Казал деле Палме је насеље у Италији у округу Латина, региону Лацио.
Према процени из 2011. у насељу је живело 64 становника. Насеље се налази на надморској висини од 17 м.